# Hondo (Texas)
Hondo is een plaats (city) in de Amerikaanse staat Texas, en valt bestuurlijk gezien onder Medina County.

## Demografie
Bij de volkstelling in 2000 werd het aantal inwoners vastgesteld op 7897.
In 2006 is het aantal inwoners door het United States Census Bureau geschat op 8933, een stijging van 1036 (13,1%).

## Geografie
Volgens het United States Census Bureau beslaat de plaats een oppervlakte van
24,8 km², geheel bestaande uit land. Hondo ligt op ongeveer 272 m boven zeeniveau.

## Plaatsen in de nabije omgeving
De onderstaande figuur toont nabijgelegen plaatsen in een straal van 36 km rond Hondo.